# Cornel Pavlovici
Cornel Pavlovici (2 avril 1943 à Bucarest – 8 janvier 2013) est un footballeur roumain.

## Palmarès
- Vainqueur de la Coupe de Roumanie en 1966 avec le Steaua Bucarest
- Meilleur buteur du Championnat de Roumanie en 1964 (19 buts)